# Territory-Band
Territory-Bands (in der einschlägigen Literatur meist Territory Bands) nannte man in der Ära der Swingbands der 1930er Jahre jene Bands, die nicht in den Metropolen des Jazz wie New York City oder Chicago ansässig waren. Zudem waren sie in ihrem Aktionsradius auf ein bestimmtes Gebiet beschränkt, das sie in Wettkämpfen gegen andere Bands (Battle of Bands) verteidigten.
Diese Bands deckten das gesamte Gebiet der USA ab, wobei sie maßgeblich zur Popularisierung des Swing, also moderner Tanzmusik, beitrugen. Die meisten dieser Bands bekamen jedoch keine Gelegenheit, ihre Musik auf Schallplatten festzuhalten. Es gab sie in unterschiedlichen stilistischen Abstufungen von Tanzmusik, und sie waren hauptsächlich aus Afroamerikanern zusammengesetzt. Anfänglich tourten sie mit der Eisenbahn und einem Instrumentenlastwagen, später mit Tourbussen. Der Niedergang dieser vorwiegend instrumentalen Musikkultur, die vor 1920 ihren Ursprung hatte, bis zum massiven Big-Band-Sterben in den späten 1940ern und frühen 1950ern hatte verschiedene Ursachen, darunter die Depression in den 1930er Jahren, die rigiden Gewerkschaften, das Radio, der verstärkte Gesang, verstärkte Instrumente und die Schließung der Dance Halls, die für bis zu 3000 Tänzer Platz boten und entsprechend akustisch beschallt werden mussten.
Als bedeutendstes Zentrum dieses Territory Jazz gilt Kansas City (ein Verkehrsknotenpunkt, wo die Bands meist durchreisen mussten und wo regelmäßig Band-Wettkämpfe stattfanden), der Mittelwesten sowie der Süden der USA. Dieser Gegend entstammten nicht nur die bekanntesten Bands des Kansas-City-Jazz wie die von Count Basie, Andy Kirk oder Jay McShann, sondern auch heute weniger bekannte Bands wie die von Bill Carlsen und Bernie Young in Milwaukee, George E. Lee, Grant Moore and his New Orleans Black Devils, Bill Brown and His Brownies und die Hunter’s Serenaders. Viele später berühmt gewordene Jazzmusiker wie Jimmy Crawford, Budd Johnson, Jimmy Rushing oder Walter Page spielten zu Beginn ihrer Karrieren in Territory-Bands.
Zu den frühesten dieser Bands gehörte die von Alphonse Trent. Sie wirkte ungefähr ein Jahrzehnt bis 1934 in der Gegend um Dallas. Ebenfalls in Texas, in San Antonio spielten das Orchester von Troy Floyd, Boots Douglas und Sunny Clapp and His Band O’Sunshine, in Texas und Oklahoma Doc Ross and His Jazz Bandids; von Charlotte (North Carolina) aus agierte die Band von Jimmy Gunn. In Memphis spielten Slim Lamar and His Southerners und die Band von Mart Britt; Oklahoma war das Zentrum der Blue Devils, der Band des späteren Basie-Bassisten Walter Page. Außer Rushing kamen aus seiner Band Basie selbst, Lester Young, Buster Smith und Hot Lips Page. Von Chicago aus tourten Al Katz and his Kittens als Novelty Band. Die Scranton Sirens, angeführt von Billy Lustig, sind in der Geschichte des Jazz am bekanntesten dafür, dass Jimmy und Tommy Dorsey Anfang der 1920er-Jahre beide in der Band in Scranton waren, doch 1925, als die Band ihren einzigen Titel „Why Should I Believe In You?“ (Okeh 40297) in New Orleans aufnahm, waren die Dorseys bereits von Jean Goldkette abgeworben worden.